# Bokermannohyla langei
Bokermannohyla langei es una especie de anfibios de la familia Hylidae. Es endémica de Brasil.
Sus hábitats naturales incluyen bosques tropicales o subtropicales secos y a baja altitud, ríos, marismas de agua dulce y corrientes intermitentes de agua.